# Spitzenform

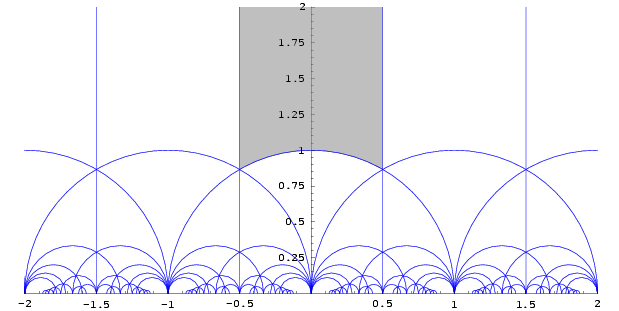
Randpunkte im Unendlichen sind die Spitzen von SL(2,Z). Ein Fundamentalbereich ist grau eingefärbt.

In der Zahlentheorie wird eine holomorphe Modulform {\displaystyle f} zur Modulgruppe {\displaystyle \Gamma =SL(2,\mathbb {Z} )} (manchmal wird auch {\displaystyle PSL(2,\mathbb {Z} )} als Modulgruppe definiert) als Spitzenform (engl.:  cusp form) bezeichnet, wenn sie in der Spitze (cusp), das heißt für {\displaystyle Im\,z\to \infty } verschwindet.
Eine äquivalente Bedingung ist, dass der konstante Term {\displaystyle a_{0}=f(0)} in der Fourier-Entwicklung
{\displaystyle f(z)=\sum a_{n}e^{2\pi inz}=\sum a_{n}q^{n}}
mit {\displaystyle q=e^{2\pi iz}}, verschwindet:
{\displaystyle a_{0}=0}.
und keine negativen n in der Entwicklung vorhanden sind (die Modulform ist holomorph). Dann verschwindet {\displaystyle f} in der Spitze {\displaystyle q=0}.
Man kann auch Spitzenformen zu Kongruenzuntergruppen {\displaystyle \Gamma _{*}} der Modulgruppe betrachten, dann gibt es im Allgemeinen mehrere Spitzen, parametrisiert durch rationale Zahlen im Unendlichen. Das entspricht dem Grenzwert {\displaystyle {\frac {a}{c}}} für {\displaystyle z\to \infty } im Transformationsgesetz {\displaystyle z\to {\frac {az+b}{cz+d}}} der Modulform, wobei sich nur endliche viele Spitzen im Unendlichen ergeben als Repräsentant jeweils eines Orbits. Kompaktifiziert man den Quotientenraum der oberen Halbebene {\displaystyle \mathbb {H} \backslash \Gamma _{*}} durch Hinzunahme der Spitzen erhält man die Riemannsche Flächen der zugehörigen Modulkurven.

## Spitzenformen mit gegebenem Gewicht
Im Folgenden werden die Spitzenformen zur vollen Modulgruppe betrachtet. Aus der Definition folgt, dass es für ungerade Gewichte keine nicht-verschwindenden Spitzenformen gibt. Die Dimension des Raumes der Spitzenformen mit gegebenem Gewicht {\displaystyle k\in \mathbb {Z} } kann mit dem Satz von Riemann-Roch berechnet werden. Die kleinsten Gewichte, für die nichttriviale Spitzenformen existieren, sind
{\displaystyle k=12,16,18,20,22,26},
in allen diesen Fällen ist der Raum der Spitzenformen 1-dimensional, es gibt zu diesen Gewichten also jeweils eine bis auf Multiplikation mit komplexen Zahlen eindeutige Spitzenform. Allgemein ist die Dimension des Vektorraums der Spitzenformen zum Gewicht {\displaystyle k=2m} gleich {\displaystyle \left[{\frac {m}{6}}\right]-1} falls {\displaystyle m\equiv 1\ mod\ 6} ist und gleich {\displaystyle \left[{\frac {m}{6}}\right]} sonst.
Beispielsweise ist die bis auf Multiplikation mit komplexen Zahlen eindeutige Spitzenform zum Gewicht 12 die Diskriminante
{\displaystyle \Delta (z)=(2\pi )^{12}\sum _{n=1}^{\infty }\tau (n)\,{\mathrm {e} }^{2\pi inz}},
deren Fourier-Koeffizienten {\displaystyle \tau (n)} die Ramanujansche tau-Funktion definieren.
Die Fourier-Koeffizienten einer Spitzenform zum Gewicht {\displaystyle k=2m} verschwinden in {\displaystyle 0} zur Ordnung {\displaystyle m}
{\displaystyle a_{n}=O(n^{k})}.
Das Petersson-Skalarprodukt auf dem Raum der Spitzenformen ist definiert durch
{\displaystyle \langle f,g\rangle :=\int _{\mathrm {F} }f(\tau ){\overline {g(z)}}(\operatorname {Im} z)^{k}{\rm {d}}\nu (z)},
wobei {\displaystyle \mathrm {F} =\{z\in \mathrm {H} |\left|\operatorname {Re} z\right|\leq {\tfrac {1}{2}},\left|z\right|\geq 1\}} der Fundamentalbereich der Modulgruppe {\displaystyle \Gamma } und  {\displaystyle {\rm {d}}\nu (z)=y^{-2}{\rm {d}}x{\rm {d}}y} mit {\displaystyle z=x+iy} das hyperbolische Volumenelement ist.